# Imani-Lara Lansiquot
Imani-Lara Lansiquot, född den 17 december 1997 i London, är en brittisk friidrottare som tävlar i kortdistanslöpning.

## Karriär
Imani-Lara Lansiquot var en del av Storbritanniens lag vid olympiska sommarspelen 2020 i Tokyo som tog brons på stafetten 4×100 meter och det lag som tog silver på korta stafetten vid OS 2024. Hon har även tagit silver på VM 2019 och brons vid VM 2023 även där i den korta stafetten.